# Geschiedenis van Münster

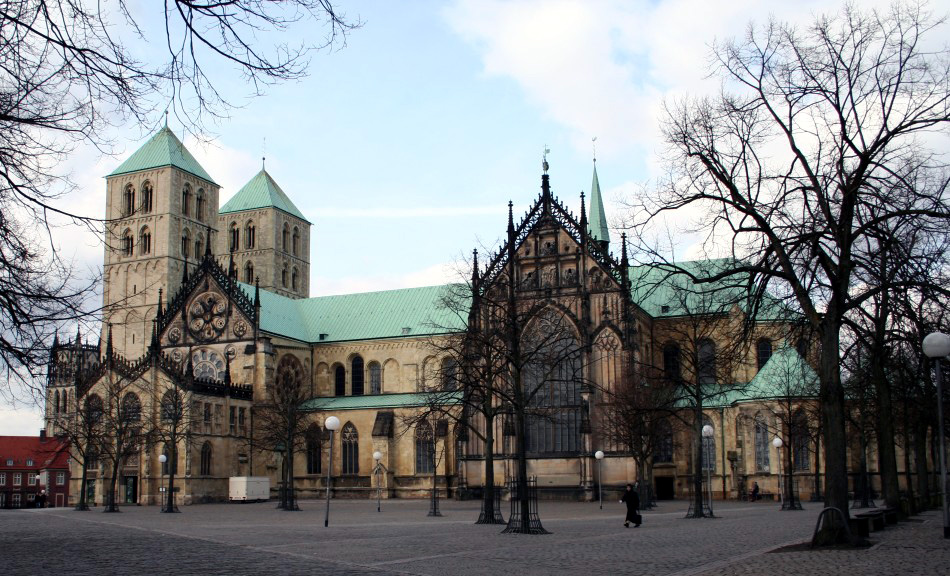
De dom van Münster

De geschiedenis van de stad Münster in Westfalen beslaat sinds de stichting van de stad een periode van meer dan 1200 jaar. Ook daarvoor was er al sprake van prehistorische nederzettingen. Münster is al 1200 jaar de zetel van de bisschop. Daarom en vanwege haar belangrijke rol in de tijd van de Hanze in Westfalen (naast Soest, Dortmund, Osnabrück en Hamm) was en is Münster het politieke, culturele en economische centrum van het Münsterland. Aangezien de wederdopers tijdens hun heerschappij in de eerste helft van de 16e eeuw het middeleeuwse stadsarchief hebben vernietigd, zijn de historische gegevens van voor die tijd schaars. Men moet zich voor de periode 800-1530 dus baseren op oorkonden en documenten die buiten de stad zijn gearchiveerd.

## Prehistorie en vroege geschiedenis
Het Münsterse stadsgebied was niet een van de meest opmerkelijke prehistorische nederzettingen in de Münsterlandse bocht. Sporen van jager-verzamelaars uit de steentijd zoals vuurstenen werktuigen en "gestielte" pijlpunten zijn weliswaar voorhanden, maar er zijn geen grotere vindplaatsen ontdekt. Uit de Bronstijd werden in het huidige stadsgebied vuurstenen dolken, bronzen grafgiften en bronzen mantelspelden gevonden. Er is echter geen enkel bewijs van continuïteit van deze nederzetting uit de Bronstijd tot in de pre-Romeinse IJzertijd, tenminste niet in de Münsterse binnenstad. Op intensieve metaalbewerking wijst een vondst van zwaardvormige ijzeren staven in het stadsdeel Geist. Deze vondst stamt uit de Hallstatt- of La Tène-periode.

## Romeinse tijd

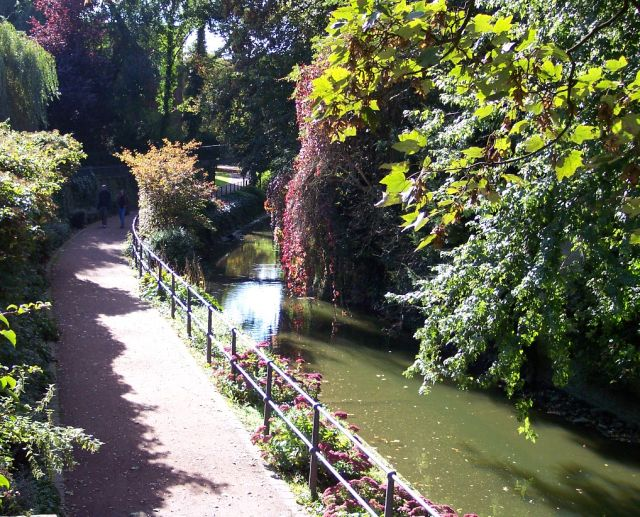
Münstersche Aa in Münster met links de Aa-oeverweg.

Op de Horsteberg, de heuvel aan de Münstersche Aa, waarop later de Sint-Paulusdom werd gebouwd, zijn sporen van een Germaanse nederzetting uit de tijd van het vroege Romeinse keizerrijk ontdekt. Jongere sporen dateren uit de 2e en 3e eeuw. Uit de archeologische vondsten blijken nauwe contacten met de Romeinse provincies op de linkeroever van de Rijn. Deze nederzetting werd uiterlijk 300 n.Chr. verlaten.
Die archeologen schrijven deze sporen toe aan de Rijn-weser-germaanse groep. Volgens de berichten van antieke historici, zoals Tacitus en Strabo moet het hier om Bructeren zijn gegaan. De Bructeren behoorden tot de Germaanse stammen, die zich met succes hebben verzet tegen de Romeinse expansie. Een van de in het jaar 9 n.Chr. in de slag bij het Teutoburgerwoud buitgemaakte legioenadelaars werd in elk geval in 15 n.Chr. tijdens de wraakveldtocht van Germanicus heroverd op de Bructeren.
De recentere nederzetting zal waarschijnlijk niet van de Bructeren zijn geweest, aangezien deze stam - zoals Tacitus met enig leedvermaak meldt - bij oorlogen met naburige Germaanse stammen bijna werd uitgeroeid. Waarschijnlijk werd de heuvel aan de Aa bevolkt door de zegevierende Chamaven.
De Bructeren, Chamaven en andere West-Germaanse volkeren zijn vanaf de tweede helft opgegaan in het grotere stamverband van de Franken.

## Oudsaksische nederzetting
Vanaf ongeveer de 6e eeuw lag er op wat nu het Domplein in Münster is een kleine Saksische nederzetting met de naam Mimigernaford. De Saksen, die oorspronkelijk gevestigd waren in Holstein, breidden hun invloed in de 3e en 4e eeuw via de Elbe-Weser-driehoek naar het zuiden en westen uit. De oorsprong van de stamnaam westfalai, zoals de westelijke Saksen in de  Frankische annalen worden genoemd, en zoals zij zich zelf ook mogelijk noemden, is niet geheel duidelijk. Een interpretatie verbindt de wortel fal met bleek, vlaskleurig, wat naar de haarkleur van deze Saksen kan verwijzen. Voor de naamgeving van de nederzetting Mimigernaford zijn er ook verschillende verklaringen. Volgens recente studies is de nederzetting bij de doorwaadbare plaats over de Aa naar de Mimigernen genoemd, de leden van een clan waarvan de stamvader Mimigern heette. De naam werd nog tot in de 10e eeuw gebruikt, maar vaak in gewijzigde vorm Mimigernaford.

## Stichting
De naam Münster komt van het Latijnse monasterium (klooster). Het jaar 793 geldt als het officiële stichtingsjaar van Münster: in opdracht van Karel de Grote richtte de Friese prediker Liudger op de Horsteberg in of nabij de kleine boerengemeenschap Mimigernaford een monasterium (klooster) op. Op 30 maart 805 werd Münster tot een bisdom verheven. Liudger werd door de aartsbisschop van Keulen Hildebold benoemd tot de eerste bisschop van Munster of Mimigernaford, zoals de nederzetting toen nog heette, benoemd. Daarnaast kreeg de nederzetting de status van een civitas (stad), dit omdat een bisschop alleen in een stad kon wonen. Men begon met de bouw van de eerste versie van de Sint-Paulusdom. De toekenning van stadsrechten volgde echter pas een paar eeuwen later. Omstreeks het jaar 900 ontstond in de intussen duidelijk gegroeide stad (zonder eigenlijke stadsrechten) een wal om de dom heen. Binnen deze domburg begonnen zich ministerialen en ambachtslieden te vestigen. Door de aanhoudende economische opbloei ontstonden er in de onmiddellijke nabijheid van de Domplaats markten, zoals de Roggenmarkt en de Alten Fischmarkt. De stad ontwikkelde zich geleidelijk tot een belangrijke handelsplaats.

## Middeleeuwen
Tijdens de Middeleeuwen was Münster een bloeiende Hanzestad.
In 1127, 1197 en 1383 woedden in Münster grote stadsbranden.
In het jaar 1382 werd Münster getroffen door de pest waardoor duizenden burgers stierven. In 1383 ging een groot deel van de stad in vlammen op in de ergste stadsbrand sinds 1197. Een kok, die kort na het middaguur bezig was met de bereiding van een gezamenlijke maaltijd voor de leden van het gilde van bontwerkers in een huis bij de Sint-Servatiuskerk zou onvoorzichtig met het vuur zijn geweest. Vierhonderd huizen, de Liudgerkerk en de ingang van de Sint-Egidiuskerk verbrandden. Nog ieder jaar houdt men in Münster de Grosse Prozession als nagedachtenis aan deze twee noodlotsjaren

## Wederdopersrijk
In 1534 stuurde de leider van de Amsterdamse gemeente van dopers, Jan Matthijs, een van zijn discipelen, Jan van Leiden met een proselitische zending naar Münster. Daar hadden de evangelische protestanten een jaar voordien de macht in de raad in handen gekregen. De protestantse hoofdpredikant Bernhard Rottmann had zich bekeerd tot het anabaptisme en de toenmalige bisschop Frans van Waldeck werd uit de stad verjaagd. Tegelijkertijd lokte de "Stad van God" ook steeds meer Lutheranen en wederdopers uit Nederland.
Na de door de wederdopers gewonnen raadsverkiezingen van februari 1534 verwierf de intussen in Münster verblijvende en radicaliserende Jan Matthijs de leiding over de stad. Voortaan mochten enkel de door volwassenendoop wedergeborenen zich in Münster vestigen; burgers die zich niet wilden bekeren werden verdreven. In februari 1534 begon de verdreven bisschop met een nieuw samengesteld leger van zowel protestanten (zoals de troepen van de landgraaf Filips I van Hessen) als de katholieken met de belegering van de stad. Wanneer de door Jan Matthijs voorspelde apocalyptische eindstrijd op Pasen 1534 uitblijft en het chiliastische Rijk Gods op zich laat wachten, verlaat hij samen met enkele tientallen volgelingen de stad waarna ze werden gedood door het bisschoppelijke leger.
Onder de (nieuwe) leiding van de autoritaire Jan van Leiden radicaliseerde het doperse stadsbestuur in Münster nog meer. Hij proclameerde Münster tot het Nieuwe (Hemelse) Jeruzalem en riep zichzelf uit tot "Koning van de nieuwe tempel". De zelfverklaarde profeet schafte het geld en de standen af en voerde de gemeenschap van goederen, de polygamie ("veelwijverij") en de doodstraf in. Kunstschatten in kerken en kathedralen werden vernietigd of geconfisqueerd en rijkdommen herverdeeld onder de armsten. Op 24 juni 1535, na meer dan een jaar belegering en uithongering, viel de stad, en kwam Münster opnieuw in handen van de bisschop. Jan van Leiden werd gevangen genomen en op 22 januari 1536 samen met zijn stadhouder Berend Knipperdolling en 'kanselier' Berend Krechting door marteling terechtgesteld. Aan de Lambertikerk hangen nog steeds de kooien waarin hun lijken werden tentoongesteld.

## Vrede van Münster
De Vrede van Münster en Osnabrück in 1648 maakte van Münster een onafhankelijk bisdom: het gebied bleef hierdoor rooms-katholiek, en de stad protestant. Dit spanningsveld zou onder bisschop Bernhard von Galen tot een uitbarsting komen. Vanaf 1658 belegerde hij de stad en in 1661 veroverde hij haar.

## Bernhard van Galen
In 1672 viel Münster onder leiding van bisschop Bernhard von Galen de Republiek der Zeven Verenigde Nederlanden binnen. In Groningen wordt nog steeds jaarlijks de overwinning op de bisschop van Münster (bijgenaamd "Bommen Berend") herdacht, met het Gronings Ontzet. 
Zie voor Münster in de 18e eeuw ook onder Wettringen (Noordrijn-Westfalen): Max-Clemenskanaal.

## Napeolontische tijd
In 1802 werd Münster veroverd door de Pruisen en tot hoofdstad van Westfalen gemaakt.

## Tweede Wereldoorlog
Tijdens de Tweede Wereldoorlog werd Münster grotendeels verwoest door geallieerde bombardementen.

## Na de oorlog
Na de oorlog werd Münster in oude stijl herbouwd.

## Voetnoten
1. ↑  Publius Cornelius TacitusTacitus: Germania, 33
2. ↑  J. Buisman, Pest en brand in Münster - 1382/3